# Dictyotales
Dictyotales è un ordine di alghe brune.

## Tassonomia
Comprende oltre 200 specie raggruppate in due famiglie:
- Famiglia Dictyotaceae
  - Canistrocarpus De Paula & De Clerck
  - Chlanidophora J. Agardh
  - Dictyopteris J.V. Lamouroux
  - Dictyota J.V. Lamouroux
  - Dictyotopsis Troll
  - Distromium Levring
  - Exallosorus J.A. Phillips
  - Gymnosorus J. Agardh
  - Homoeostrichus J. Agardh
  - Lobophora J. Agardh
  - Lobospira Areschoug
  - Newhousia Kraft, Saunders, Abbott & Haroun
  - Pachydictyon J. Agardh
  - Padina Adanson
  - Rugulopteryx De Clerck & Coppejans
  - Spatoglossum Kützing
  - Stoechospermum Kützing
  - Stypopodium J. Agardh
  - Taonia J. Agardh
  - Zonaria C. Agardh
- Famiglia Scoresbyellaceae
  - Scoresbyella

Tra le specie comuni nel mar Mediterraneo vi sono Dictyota dichotoma e Padina pavonica.